# Alice Badiangana
Alice Badiangana, aussi appelée Alice Mahoungou, née en 1939 à Brazzaville, est une syndicaliste, militante des droits des femmes et femme politique congolaise. Elle a participé à l'indépendance de la république du Congo,.

## Biographie
Alice Badiangana effectue sa scolarité primaire dans une école catholique de Brazzaville puis passe le concours d’entrée aux cours complémentaires.  Elle a un niveau de scolarité supérieur à celui de la moyenne des filles de sa génération, ce qui lui permet d'obtenir un emploi à la Caisse nationale de prévoyance sociale.

### Engagement politique et syndical
Elle devient membre de la CGAT, syndicat des employés et ouvriers du commerce et de l'industrie, de tendance communiste. La CGAT est alors la section locale de la Confédération générale du travail (CGT). Alice Badiangana devient déléguée syndicale à la Caisse nationale de prévoyance sociale.
Elle participe, en 1956, à la création de l’Union de la jeunesse congolaise (UJC), avec Aimé Matsika et Julien Boukambou. Elle est un des membres permanents de l’organisation considérée comme progressiste.    
Elle a pris part en 1958 au Festival mondial de la jeunesse et des étudiants à Vienne.
Elle participe, en 1956, à la création de l’Union de la jeunesse congolaise (UJC), avec Aimé Matsika et Julien Boukambou. Elle est un des membres permanents de l’organisation considérée comme progressiste, et leader de l'Union des Femmes Africaines au Congo (UFAC),, liée à l'UJC. Le but de l'UFAC « est de rassembler les femmes congolaises de toutes les régions du pays afin de leur faire prendre conscience des problèmes qui se posent au pays et à œuvrer pour un Congo libre, prospère et meilleur ».   

### Rôle dans la révolution de 1963

#### Emprisonnement de 1960 pour ses idées politiques
Avec l'UJC, Alice Badiangana milite pour l'indépendance du Congo-Brazzaville et rejette le projet de communauté française proposé par le Général de Gaulle en 1958.
En 1960, le gouvernement congolais fait emprisonner 16 membres de la CGAT et huit membres de l’UJC, accusés d'avoir participé à un « complot communiste ». Alice Badiangana est la seule femme de ce groupe. La CGT charge un de ses avocats, Michel Bruguier de défendre les inculpés et d'exiger leur libération immédiate. Ils bénéficient également le soutien d'André Malraux, alors représentant local de la France, qui intervient auprès du président Fulbert Youlou pour lui demander d'organiser un procès.
Alice Badiangana a ainsi été la première femme congolaise à faire de la prison pour ses opinions politiques avant l’indépendance. Son procès aboutit à un non-lieu et elle est libérée en septembre 1960, après six mois de prison. Pendant qu'elle est en prison, le 15 août 1960, le Congo accède à l'indépendance.
Elle reprend son emploi et la lutte syndicale. Les syndicats sont très critiques vis-à-vis de la politique en matière d'emploi et de conditions de travail du gouvernement.

#### Engagement dans la révolution:Les Trois Glorieuses
Elle devient la seule femme au bureau politique du Mouvement national de la révolution (MNR), lorsque le MNR est constituée en tant que seul parti légal dans le pays en juillet 1964. Elle est la trésorière adjointe du parti. Elle siège également au Comité central du Parti congolais du travail (PCT) entre 1972 et 1991. Durant la transition, elle est l'une des cinq membres de l'Assemblée Nationale qui participe à la Conférence Nationale (et la seule femme dans la délégation de l'Assemblée Nationale)
Lorsqu'en août 1963, Fulbert Youlou décide de créer un parti unique et un syndicat affilié au parti pour contrôler ses opposants, l'ensemble des syndicats appellent à la grève générale pour le 13 août 1963. Les syndicalistes brazzavillois, communistes et chrétiens, vont être à l’origine de la révolution de 1963, les 13, 14 et 15 août 1963, les Trois Glorieuses, même si cette révolution leur échappera ensuite pour une large part. 
Alice Badiangana  est devenue célèbre au Congo-Brazzaville pour son rôle dans cette révolution d'août 1963 (les Trois Glorieuses (en)), après avoir durant les manifestations renvoyé une grenade à main que les soldats avaient lancée dans une foule de manifestants,.
Sous la pression conjointe des syndicats et de l'armée, Fulbert Youlou doit quitter la présidence de la République congolaise à l'issue des Trois Glorieuses,. Alphonse Massamba-Débat lui succède à la tête de l'État.
La Révolution congolaise de 1963 amorce des changements dans la condition féminine. La constitution de 1963 confirme l’égalité entre les sexes et, cette même année, pour la première fois, 3 femmes sont élues députées.
Alice Badiangana participe aux débats sur cette nouvelle constitution. Elle est cooptée pour siéger au comité central du parti unique, le Mouvement national de la révolution (MNR), mis en place en 1964. Elle n’a alors que 24 ans et est la seule femme du bureau politique du MNR. Avec les dix autres membres, elle influence la politique du régime durant cinq ans. 
La même année, le Mouvement national de la révolution impose le regroupement de toutes les associations féminines dans une organisation unique, l’Union Démocratique des Femmes du Congo (UDFC) qui est remplacé l'année suivante, en 1965, par l’Union Révolutionnaire des Femmes du Congo (URFC) qui s’occupe des questions des femmes jusqu’à la Conférence nationale souveraine en 1991,,. 

### Engagement politique après la révolution
En 1968, après la prise de pouvoir de Marien Ngouabi, Alice Badiangana est démise de ses fonctions. Elle continue cependant à exercer des activités politiques.  
Elle est membre du comité central du Parti congolais du travail de 1972 jusqu'à la Conférence nationale en 1991. 
Durant la transition, elle est l'une des cinq membres de l'Assemblée nationale ayant participé à la Conférence nationale (et la seule femme dans la délégation de l'Assemblée nationale).

## Hommages et postérité
Elle intervient comme narratrice dans la trilogie des films Révolutionnaire(s) de Hassim Tall Boukambou (2017, 2021, 2023), qui retrace l'histoire politique du Congo-Brazzaville à travers le récit des « Trois Glorieuses », la révolution d'août 1963,.